# Scartichthys gigas
Scartichthys gigas is een  straalvinnige vissensoort uit de familie van naakte slijmvissen (Blenniidae). De wetenschappelijke naam van de soort is voor het eerst geldig gepubliceerd in 1876 door Franz Steindachner. Hij gaf aan de soort de naam Salarias gigas.
De soort staat op de Rode Lijst van de IUCN als niet bedreigd, beoordelingsjaar 2007. Ze komt voor in de oostelijke Stille Oceaan, van Panama tot Chili. De vindplaats van Steindachners specimen was Callao (Peru). De dieren kunnen ongeveer 22 centimeter lang worden.